# سكسيفاي
سكسيفاي هو مسلسل كوميدي جنسي بولندي من بطولة ساندرا درزيمالسكا وألكساندرا سكرابا وماريا سوبوسيسكا، تم عرض الموسم الأول على نتفليكس في 28 أبريل 2021.